# Теодоріх Трейденський
Теодо́ріх Тре́йденський (лат. Theodericus de Thoreyda; нім. Theoderich (Dietrich) von Treyden; 1160 — 15 липня 1219) — німецький католицький місіонер-цистерціанець, що одним із перших проповідував християнство в Лівонії. Другий естонський (ревельський) єпископ (1211—1219). Перший настоятель (абат) Дюнамюндського монастиря (1205—1211). Співзасновник чернечо-лицарського Ордену мечоносців (1202). Сподвижник ікскюлльського єпископа Майнгарда, помічник і представник ризького єпископа Альберта. Проповідував християнство лівам у Турайді (Трейдені), за що прозваний «Трейденським» (Турайдським). Учасник хрестових походів проти язичників — селів, естів. Працював як єпископ-помічник у Фландрії, Брабанті, Рейнланді й Вестфалії. Відвідував з офіційними посольствами Рим, Данію, Швецію, Полоцьк. Загинув у битві з естами при Лінданіссе. Також — Теодоріх (Дітріх) Трейденський (Торейдський, Турайдський), Теодоріх Естонський (нім. Theoderich von Estland).

## Біографія
Рік і місце народження Теодоріха невідомі. Він був монахом-цистеріанцем, ймовірно, з Локкумського монастиря в Нижній Саксонії.
1187 року Теодоріх супроводжував до Лівонії Майнгарда Зегеберзького, першого ікскюльського єпископа. Він проповідував у районі лівського краю Турайда, де навернув до християнства лівську старшину та лівських князів Анно і Каупо.
1193 року, за дорученням ікскюлльського єпископа, Теодоріх відвідав Рим, де зустрівся з папою Целестином ІІІ у справі місії в Лівонії. У 1195—1196 роках він вдруге побував у Римській курії, де отримав дозвіл на відпущення кари за гріхи пілігримам, що візьмуть участь у хрестовому поході проти язичників у Лівонії. 1200 року цистеріанець знову був у Римі за дорученням єпископа Альберта фон Буксгевдена. Він зустрівся із папою Інокентієм ІІІ, який прирівняв Лівонський хрестовий похід до хрестових походів у Палестину.
1202 року, за відсутності єпископа Альберта, але за його попередньої згоди, Теодоріх заснував чернечий лицарський Орден мечоносців. Цей орден базувався на статуті тамплієрів, але в усіх питаннях підлягав ризькому єпископу.
1203 року за дорученням Альберта Теодоріх виїхав до Риму, везучи із собою лівського князя-конвертита Каупо на знак успішності Лівонської місії. На аудієнції папа Інокентій ІІІ нагородив їх подарунками, а також видав новий заклик до мешканців Бременського архієпископства взяти участь у християнізації Лівонії. 1204 р. Теодоріх повернувся до Лівонії, до Риги, де деякий час заміщав відсутнього єпископа.
1205 року Теодоріх розпочав будівництво цистеріанського Дюнамюндського монастиря за дозволом єпископа Альберта. Тоді ж він став першим настоятелем цієї обителі. Наступного 1206 року від відвідав полоцького князя Володимира як офіційний посол Риги.
1206 року, внаслідок остаточного прийняття християнства лівами, було розпочато християнізацію селів та інших сусідніх балтських племен. 1208 року відбувся хрестовий похід проти селів, у якому Теодоріх взяв участь. 1211 року ризький єпископ Альберт призначив його другим єпископом ревельським в Естонії після покійного Фулько. Проте цей пост був лише титулярним, позаяк край естів не був ще завойований.

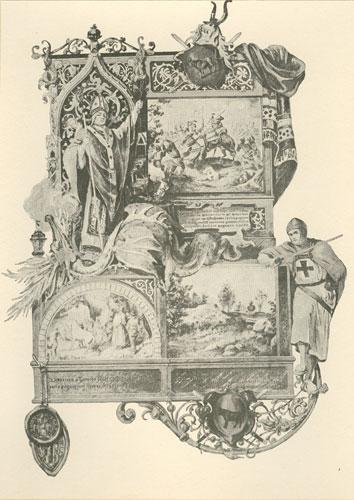
Єпископ Теодоріх (ліворуч)

Наприкінці життя Теодоріх був політичним опонентом Альберта, добиваючись призначення на реальну єпископську посаду. З 1213 року він жив у Німеччині — перебував при дворах падерборнського єпископа та кельнського архієпископа Дітріха фон Гегенбаха. Останній був відлучений від церкви, тому Теодоріх виконував функції єпископа-помічника, а також заступника в Льєзькій діоцезії. 1213 року Теодоріх отримав від Римської курії визнання своїх єпископських прав, а також свободу не підпорядковуватися жодному архієпископу.
1214 року Теодоріх тимчасово повернувся до Лівонії, де разом із єпископом Альбертом спланував розподіл земель. 1215 року він знову виїхав до Німеччини, де супроводжував єпископа Філіппа Рацебурзького. Згодом він відвідав Рим, де взяв участь у Четвертому Латеранському соборі, а 1216 року знову вернувся до Лівонії.
1218 року Теодоріх відвідав данського короля Вальдемара ІІ, опонента Альберта, з проханням допомогти у війні проти естів. Король обіцяв допомогу в обмін на землю, що перейде данській короні. Теодоріх погодився й супроводжував Вальдемара ІІ у хрестовому поході до Естонії 1219 року. Данське військо висадилося біля Ревеля й зійшлося з естами у битві, в якій Теодоріх загинув.